# گورهای توده سنگی تنگ گنجک
گورهای توده سنگی تنگ گنجک مربوط به دوره اشکانیان - دوره ساسانیان است و در شهرستان خرم بید، بخش مشهد مرغاب، کوه‌های جنوب دشت احمد بیگی، شهرقادرآباد، جنوب تنگ گنجک واقع شده و این اثر در تاریخ ۱۸ شهریور ۱۳۸۷ با شمارهٔ ثبت ۲۳۲۰۸ به‌عنوان یکی از آثار ملی ایران به ثبت رسیده است.